# Laudář z Cortony

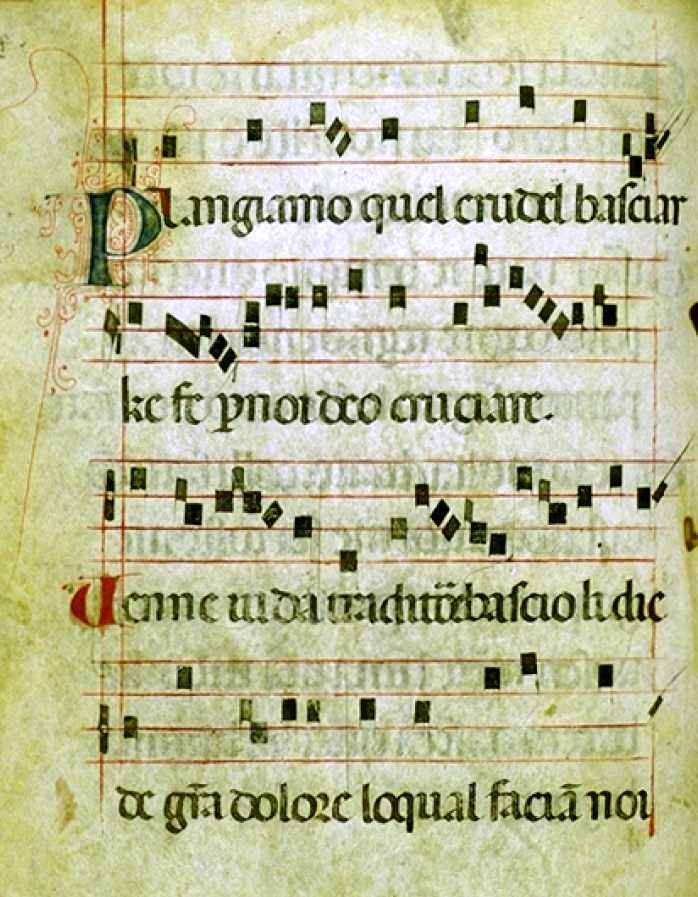
Laudář z Cortony, folio 46v s písní "Plangiamo quel crudel basciar[e]"

Laudář z Cortony (Laudario di Cortona) je italský rukopis pocházející nejspíše z druhé poloviny 13. století a obsahující sbírku laud, duchovních chvalozpěvů lidového rázu. Jde o rukopis č. 91 františkánského bratrstva Santa Maria della Laude. Skládá se ze 171 pergamenových listů. Ze 47 zaznamenaných laud má 46 text i hudbu zapsanou kvadrátní notací. Číslo 5 obsahuje pouze text.
Zpěvy obsažené v laudáři pocházejí z doby Františka z Assisi, který počátkem 13. století kázal evangelium v lidovém jazyce, což podnítilo vznik laud. Většina z nich se dochovala bez not. Výjimkou byly skladby sebrané za bratra Eliáše, Františkova nástupce, v toskánské Cortoně.
Sbírka písní byla nalezena v kostele San Francesco v Cortoně v roce 1876, asi 600 let poté, co byla vytvořena. Dnes je chována v cortonské knihovně. Laudario di Cortona a Laudario Magliabechiano 18 ve Florencii jsou jediné původní rukopisy z té doby, které obsahují nejen texty, ale i noty. Další důležité rukopisné laudáře obsahují pouze texty: Laudario Magliabechiano 19, Laudario di Arezzo nebo Laudario di Milano.
Skladby z Cortonského laudáře byly často nahrávány. Existují nahrávky od Ensemble Micrologus, Mnichovského souboru pro starou hudbu, Ensemble Organum a Ars Choralis Coeln.